# Медон
Медон в древногръцката митология е името на двама мъже:
1. Един от ухажорите на Пенелопа, който обаче за разлика от другите не бил груб с нея. Освободен от Одисей, който убил останалите.
2. Доведен брат на Аякс и син на Ойлей, царя на Локрида. По време на Троянската война той поема водачеството на хората на Филоктет, който е изоставен на Лемнос, след като е ухапан от змия и раната му гноясва и мирише ужасно. Медон е убит от Еней. („Илиада“ II, 727; XV, 332)